# Rošlin in Verjanko ali Odlagani opravek slovenstva
Zbirka kratke proze Rošlin in Verjanko ali Dolgo odlagani opravek slovenstva, ki jo je kot 10. v zbirki Aleph leta 1987 izdala Književna mladina Slovenije, je književni eksperiment na variacijo snovi ljudske pesmi Rošlin in Verjanko. Pobudo k sodelovanju je leta 1986 uredništvo zbirke poslalo "nekaj najzanimivejšim mladim slovenskim prozaistom"  z navodilom, naj priloženo ljudsko balado obdelajo na svoj izviren način v obliki kratke zgodbe. Knjigo je uredil in spremno besedo napisal Vlado Žabot.

## Sodelujoči in vsebina
- Andrej Blatnik - Zgodba o Rošlinu in Verjanku
- Igor Bratož - Poročilo akademiji
- Veronika Dim - Jankov zločin
- Franjo Frančič - Vernjak in Rošlinčič (časopisne kronike)
- Feri Lainšček - Verjanko
- Andrej Lutman - Zdaj je
- Lela B. Njatin - Rošlin in Verjanko
- Andrej Rozman - Rošt, Vera, Meta, Janko (besedilo za gledališče)
- France Sever - Vrtiljak
- Lilijana Šaver - Rošlin in Verjanko
- Milan Vincetič - Srebrilo bogecmojstra Geze Konrada
- Jani Virk - Rošlin in Verjanko
- Igor Zabel - Rošlin in Verjanko?